# Anne Barratin
Anne Marie Louise Godillon, dite Anne Barratin, née le 4 octobre 1832 et morte le 14 décembre 1915, est une philanthrope et femme de lettres française.

## Biographie
Anne Marie Louise Godillon naît le 4 octobre 1832 à Bercy, fille de Jean Godillon et de Louise Lenoir.
Le 26 juin 1854, elle épouse Jean-Baptiste Barratin, un négociant en vins originaire de Villié dans le Rhône et installé 23, quai d’Anjou dans le 4e arrondissement de Paris. Le 25 juin 1860, elle donne naissance à une fille, Anne Marie Barratin.
Le 1er décembre 1876, Jean-Baptiste Barratin décède à Paris à l’âge de 60 ans. En octobre 1880, Anne Barratin vend le négoce de son mari. Le 9 avril 1900, c’est Anne Marie Barratin, leur fille unique âgée de 39 ans, qui meurt célibataire à Saint-Germain-en-Laye.
Le 14 décembre 1915, Anne Barratin décède lors d’un séjour en Suisse à Vernex - Montreux. Elle est inhumée au Père-Lachaise (62e division - 1re ligne). Sur la porte en bronze est inscrit : In Vita Concordes, In Morte Conjoncti.

## Ses œuvres de bienfaisance
À la suite du décès de sa fille, Anne Barratin, toujours préoccupée de mettre un peu de ciel sous les haillons du pauvre, fonde en 1902 l’œuvre de la Goutte de Lait à Saint-Germain-en-Laye qui fournit quotidiennement des biberons à une soixantaine d’enfants, leur assure un suivi médical et leur procure des médicaments si nécessaire. Un asile et un dispensaire viennent compléter sa fondation située au 2, rue d’Alsace qui s’appellent alors "Maison de l’enfance et fondation Anne Barratin".
En décembre 1907, Anne Barratin fait de la ville de Saint-Germain-en-Laye sa légataire pour poursuivre son œuvre et elle fera régulièrement des dons à la ville dont son portrait exécuté par Giovanni Giacometti. Elle reçoit la médaille d’or de l’Assistance publique et elle ne cessera jamais d’être bonne à rendre les anges jaloux, selon sa propre formule
Elle est faite chevalière de la Légion d’honneur le 17 février 1910.
À partir de 1911, Anne Barratin décide que les legs de son testament iront au Denier des Veuves de la Société des gens de lettres, œuvre présidée par Daniel-Lesueur, et à une fondation ou à l’entretien d’un asile en Seine-et-Oise pour les vieillards et les convalescents. C’est l’asile des Petits Prés à Plaisir qui bénéficiera de la fondation Godillon-Barratin.

## Ses œuvres littéraires
Membre de la société des gens de lettres et officière des palmes académiques, Anne Barratin est surtout connue pour ses pensées et ses aphorismes. Elle a également écrit des poèmes et des paroles de chanson.
La philosophie de ses œuvres se résume bien dans la préface de Chemin faisant, son premier livre : « Étudier l’homme, chercher à le connaître mieux, ce n’est pas se condamner à l’aimer moins, c’est apprendre à le plaindre dans toutes ses défaillances, à l’excuser dans beaucoup de ses erreurs, à juger de plus près les difficultés de la lutte, et à lui tenir compte de ses efforts ».
Toutes ses œuvres ont été éditées par Alphonse Lemerre à Paris :
- Chemin faisant (1894)
- De vous à moi. Feuilles noires (1902)
- Sur le tard (1905)
- Heures de brume (1908), avec une préface d’Auguste Dorchain
- Lueurs du soir (1911)
- De toutes les paroisses (1913)
- Ce que je pense (1914)
- Œuvres posthumes (1920)

## Distinctions
- Officier de l'Instruction publique
- Chevalière de la Légion d'honneur (1910)

## Hommages
Une rue et une crèche de Saint-Germain-en-Laye portent le nom d’Anne Barratin.